# Stefan Kwiatkowski (historyk)
Stefan Franciszek Kwiatkowski (ur. 6 stycznia 1946 w Czartowni, zm. 22 października 2022) – polski historyk, profesor nauk humanistycznych. Specjalizował się w historii średniowiecznej.

## Życiorys
Od 1949 mieszkał w Lipnie, tam ukończył Szkołę Podstawową nr 2 i Liceum im. Romualda Traugutta. W 1969 ukończył studia historyczne na Uniwersytecie Mikołaja Kopernika w Toruniu, broniąc prace magisterską Obraz Polaka w XIII wieku na podstawie kronik mistrza Wincentego i wielkopolskiej napisaną pod kierunkiem Tadeusza Grudzińskiego. W tym samym roku rozpoczął przygotowawcze studia asystenckie w Instytucie Historii i Archiwistyki UMK, a od 1970 pracował tam jako asystent. W 1976 obronił napisaną pod kierunkiem Tadeusza Grudzińskiego pracę doktorską Studia nad mentalnością religijną w Polsce w okresie rozdrobnienia feudalnego. Wybrane problemy (wydana w 1980 w rozszerzonej wersji pt. Powstanie i kształtowanie się chrześcijańskiej mentalności religijnej w Polsce do końca XIII wieku w serii Roczniki Towarzystwa Naukowego w Toruniu). W tej samej serii opublikował w 1990 pracę Klimat religijny w diecezji pomezańskiej u schyłku XIV wieku i w pierwszych dziesięcioleciach XV wieku, która była podstawą przyznania mu w 1991 stopnia doktora habilitowanego. W latach 1997–1999 był dyrektorem Instytutu. W 1999 otrzymał tytuł profesora. Na UMK pracował do 2000. Od 2000 był zatrudniony w Instytucie Historii i Stosunków Międzynarodowych Uniwersytetu Szczecińskiego (kierownik Zakładu Historii Średniowiecznej). Przeszedł na emeryturę w 2018. Wypromował czterech doktorów: Waldemar Rozynkowski (1999), Rafał Simiński (2006), Arkadiusz Małecki (2017), Michał Franiak (2019).
W 2018 otrzymał Medal Uniwersytetu Szczecińskiego.
Został pochowany na cmentarzu parafialnym w Gójsku.

## Ważniejsze publikacje
- Powstanie i kształtowanie się chrześcijańskiej mentalności religijnej w Polsce do końca XIII w. (1980)
- Zakon niemiecki w Prusach a umysłowość średniowieczna. Scholastyczne rozumienie prawa natury a etyczna i religijna świadomość Krzyżaków do około 1420 roku (1998, 2005)
- Średniowieczne dzieje Europy (2007)
- Polska mediewistyka historyczna w czasach maszynopisu: o wymuszonej modernizacji i okolicznościach jej przemijania (wybrane zagadnienia) (2010)